# La Motte, Var
La Motte este o comună în departamentul Var din sud-estul Franței. În 2009 avea o populație de 2.913 de locuitori.

## Evoluția populației
| An        | 1975  | 1982  | 1990  | 1999  | 2006  | 2009  |
| --------- | ----- | ----- | ----- | ----- | ----- | ----- |
| Populație | 1.007 | 1.557 | 1.993 | 2.345 | 2.772 | 2.913 |